# Ana Diogen
| Portal:Europa | Portal:Europa |

Ana Diogen (grčki Άννα Διογενήσσα, srpski Ана Диоген; 12. stoljeće) bila je grčka plemkinja te velika kneginja Srbije.
Nije poznato kada se Ana udala, ali se zna da je njezin suprug bio knez Srbije, Uroš I. Vukanović. Njihova su djeca:
- Uroš II.
- Desa Vukanović
- Beloš Vukanović, ban Hrvatske
- Jelena Vukanović,[1] kraljica Mađarske i Hrvatske
- Marija Vukanović
- Zavida?